# Queyrières

Queyrières este o comună în departamentul Haute-Loire, Franța. În 2009 avea o populație de 312 de locuitori.